# 图拉真广场
图拉真广场（義大利語：Foro di Traiano）是意大利罗马市中心的古迹，位于威尼斯广场旁边。按時序，它是羅馬最後一個帝國議事廣場，由大马士革的阿波罗多洛斯所興建。
广场旁边是著名的图拉真柱。

## 历史
为了纪念对达基亚人的征服,罗马皇帝图拉真下令建造了这座广场。整座广场的主体建筑于公元112年落成，而图拉真圆柱则是于次年落成的。
整个建筑群的建造需要巨大的开挖量。为此建筑工人不得不将罗马七丘中的卡比托利欧山和奎利那雷山夷平。
不过这个巨大的开挖工程可能早在图密善时代就已经开始，但对这项工程贡献最大的人则是叙利亚人阿波罗多羅斯，他主持了这一建筑群的设计建造。同时他也曾跟随图拉真皇帝出征达基亚。
与图拉真广场属同一时代的罗马建筑还有：图拉真市场，凯撒广场以及修缮后的维纳斯神庙。

## 后罗马时代
在9世纪中叶，由於石灰質量的良好，广场的大理石被拆走作其他用途。同時，由於通往广场的人行道獲修復，显示图拉真广场仍然是当时重要的公共活动场所。